# Gisela Stamer-Roßberg
Gisela Stamer-Roßberg, geb. Roßberg (* 21. Februar 1941 in Dresden; † 17. Dezember 2018), war eine deutsche Bildhauerin und Malerin.

## Leben und Werk
Die Eltern Gisela Roßbergs besaßen einen großen Bauernhof bei Meißen, auf dem sie aufwuchs. Ab 1957 absolvierte sie eine landwirtschaftliche Lehre und arbeitet dann in der Landwirtschaft. Daneben befasste sie sich mit Plastik und Zeichnen, wobei sie Unterricht von Marianne Herberg erhielt.
Von 1967 bis 1972 studierte Gisela Roßberg Bildhauerei an der Kunsthochschule Berlin-Weißensee. Nach dem Diplomabschluss lebte sie in Rostock, dann fand sie in Kühlungsborn ein altes bäuerliches Anwesen, in dem sie ihr Atelier errichtete. Dort arbeitete sie als freischaffende Bildhauerin, daneben auch als Malerin, Zeichnerin und Grafikerin. Nachdem sie anfänglich realistisch formgestalterisch arbeitete, neigte sie später, besonders angeregt durch Henry Moore, der gegenstandsfreien, auch surrealen, Formgestaltung zu, in ihren Ölgemälden mit hellen, farbenfrohen Bildkompositionen. Sie sagte dazu: “Die intuitiv erschlossene, reduzierte Form ist reicher, da sie auch den Betrachter offen und damit beweglich hält.”
Von 1973 bis 1974 hatte Gisela Stamer-Roßberg einen Auftrag für eine Großplastik in Bronze, und von 1975 bis 1979 arbeitete sie mit einem Fördervertrag am Volkstheater Rostock. Bis zur deutschen Wiedervereinigung erhielt sie Aufträge für plastische Arbeiten. Danach widmete sie sich zunehmend der Malerei.
Neben ihrer künstlerischen Tätigkeit leitete Gisela Stamer-Roßberg von 1979 bis 1989 Kunstförderklassen und Keramikzirkel, von 2001 bis 2006 Zirkel für Aquarell und Zeichnen. 1985 nahm sie am 1. Bildhauer-Pleinair der Ostseeländer in Binz („Mensch und Meer“) teil, auf dem sie die Sandsteinplastik Relief schuf.
Gisela Stamer-Roßberg war von 1979 bis 1990 Mitglied des Verband Bildender Künstler der DDR und danach des Künstlerbunds Mecklenburg und Vorpommern.
Sie war verheiratet mit dem Ingenieur und Sachbuchautoren Hartwig Stamer (* 1937).

## Ausstellungen (unvollständig)
Einzelausstellungen
- 1978: Płock, Łęczyca und Sierpc
- 2004: Kühlungsborn, Kunsthalle
- 2005: Rerik
- 2005: Neukloster
- 2006: Bad Doberan und Rostock

Ausstellungsbeteiligungen
- 1974: Rostock, Kunsthalle („Wir gratulieren unserer Republik“)
- 1974, 1979 und 1984: Rostock, Bezirkskunstausstellungen
- 2008: Glinde, Bürgerhaus („Form Art International“)
- 2010: Hamburg-Bergedorf, Tiefgarage des Commundo Tagungshotels („AuraKure“)

Postum
- 2021: Rostock, Goldwerk Galerie („RaumSchau“)